# Ulrich Jasper Seetzen

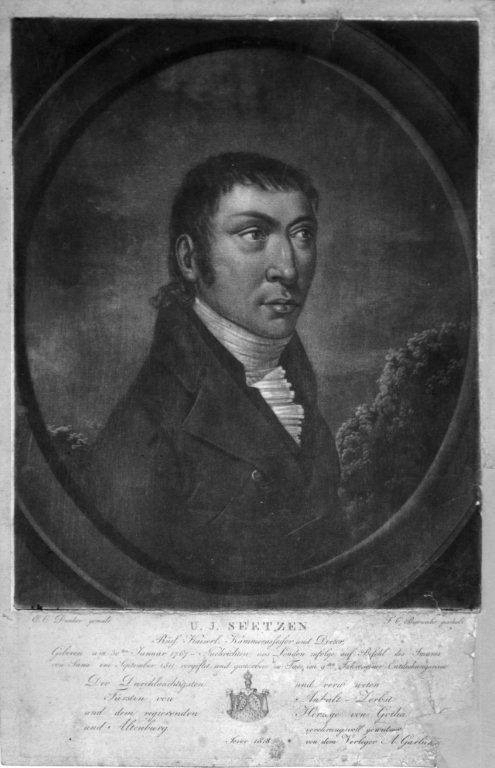
Ulrich Jasper Seetzen.

Ulrich Jasper Seetzen, en ocasiones llamado también Ulrich Jaspar Seetzen (Sophiengroden, Jever, 30 de enero de 1767 - cercanías de Ta'as, Yemen, octubre de 1811) fue un explorador frisón del Próximo Oriente, además de erudito, médico y naturalista.

## Biografía
Nació en Sophiengroden, en Jever, en ese momento pertenencia del principado de Anhalt-Zerbst. Era hijo de Ulrich Jaspers Sietzen, un hombre acaudalado, y su esposa Trienke Otten. Tras asistir a la escuela en Jever, su padre lo envió en otoño de 1785 a estudiar a la Universidad de Göttingen, donde se graduó en Medicina; no obstante, se interesó principalmente, bajo la tutela de Johann Friedrich Blumenbach, en ciencias naturales y en tecnología, llegando incluso a realizar pequeñas manufacturas y doctorándose finalmente en 1789 con la tesis Systematum de morbis plantarum brevis dijudicatio. Fundó con otros jóvenes, entre los que se encontraba Alexander von Humboldt, la Göttingsche Physikalische Gesellschaft (Sociedad Física de Göttingen). En 1790 realizó un viaje de seis meses por Westfalia y Alemania occidental en el que, además de recolectar plantas y minerales, visitó varias fábricas y minas. En 1791 fue a Viena, Bohemia y Sajonia para volver el año siguiente a su hogar en Jever.
En 1794 compró un molino de viento para aserrar y un horno de cal en Jever, a la vez que publicaba varios trabajos de zoología, botánica y técnica. En 1795 consiguió cierto renombre con la colaboración de las asociación de investigaciones naturales de Berlín y Jena, trabajando más tarde para el condado de Münster-Meinhövel, en Prusia.
En 1802 obtuvo un cargo de gobernador en Jever; sin embargo, el interés que tenía desde hace tiempo por la exploración geográfica le impulsó finalmente a viajar. En el verano de 1802 inició un viaje navegando por el Danubio aguas abajo con su compañero Jacobsen, permaneciendo seis meses en Estambul. Ambos recorrieron juntos la costa egea de Asia Menor, pero al llegar a Esmirna Jacobsen abandonó el viaje. Seetzen continuó entonces su periplo a través de Anatolia hasta llegar a Alepo, donde permaneció desde noviembre de 1803 hasta abril de 1805, aprendiendo las costumbres y el idioma árabe con soltura para poder viajar como un lugareño. Comenzó entonces una etapa de su aventura (de abril de 1808 a marzo de 1809) en la cual redactó un completo diario que llegó a ser publicado, narrando una serie de viajes muy instructivos por Palestina y los desiertos del Sinaí hasta El Cairo y El Fayum.
Su exploración principal se produjo en un viaje alrededor del mar Muerto, que realizó en solitario y disfrazado de mendigo, y en el cual llegó a localizar varias fortalezas antiguas como Masada (que sin embargo identificó erróneamente como la bíblica Zif) y Maqueronte. Desde Egipto viajó a través del mar Rojo hasta Yeda en la costa arábiga, desde donde llegó a La Meca en octubre de 1809. En Arabia realizó largos viajes desde Medina hasta Lahak y regresando a Moca, desde donde escribió sus últimas cartas destinadas a Europa en noviembre de 1810. En septiembre de 1811 partió de Moca con la intención de llegar hasta Mascate, pero fue hallado muerto dos días más tarde, al parecer envenenado por orden del imán de Saná.
De aquellas partes de los viajes de Seetzen que no fueron publicadas en prensa (Reisen, ed. Kruse, 4 volúmenes, Berlín, 1854), los únicos registros escritos son una serie de cartas y documentos recogidos en el Monatliche Correspondenz de Franz Xaver von Zach y en el Fundgruben de Joseph von Hammer-Purgstall. Muchos de los documentos y escritos se perdieron con su muerte, o bien nunca llegaron a Europa. Aquellos que se salvaron forman hoy día la sección oriental de manuscritos de la biblioteca ducal de Gotha.
- La abreviatura «Seetzen» se emplea para indicar a Ulrich Jasper Seetzen como autoridad en la descripción y clasificación científica de los vegetales.[1]